# Saison 2022-2023 de l'Olympique de Marseille
Maillots
Chronologie
Saison précédente Saison suivante
La saison 2022-2023 de l'Olympique de Marseille est la soixante-treizième saison du club provençal en première division du championnat de France de football, la vingt-septième consécutive au sein de l'élite du football français.
La saison de Ligue 1 Uber Eats qui se déroule du 5 août 2022 au 3 juin 2023 est marquée par une trêve exceptionnelle du 13 novembre au 28 décembre en raison de la Coupe du monde de football 2022.

## Préparation d'avant-saison
L'Olympique de Marseille reprend l'entraînement le 29 juin 2022. Un stage est prévu en juillet au St George's Park National Football Centre en Angleterre. Le groupe olympien pour le stage est le suivant : 
- Gardiens : Lopez, Blanco, Ngapandouetnbu, Van Neck
- Défenseurs : Lirola, Touré, Balerdi, Caleta-Car, Kolasinac, Luan Peres, Gigot, Mbemba, Amavi, Clauss, M'Madi
- Milieux : Rongier, Guendouzi, Gerson, Targhalline, Gueye, Elmaz, Nadir
- Attaquants : Payet, Milik, Dieng, Bakambu, Ben Seghir, Ünder, Suarez, de la Fuente

Strootman, Pedro, Radonjic, Mandanda et Luis Henrique furent quant à eux écartés du groupe.                                 
Cinq matchs amicaux sont au programme de la pré-saison olympienne qui se conclut au stade Vélodrome par une rencontre face à l'AC Milan.

## Préparation de mi-saison
En raison du déroulement de la Coupe du monde au Qatar, la première partie du championnat s'interrompt à la mi-novembre 2022 à l'issue de la quinzième journée. Les Olympiens effectuent ainsi une seconde préparation et partent en stage du 4 au 11 décembre à Marbella. Le groupe olympien est le suivant :
- Gardiens : Lopez, Blanco, Ngapandouetnbu
- Défenseurs : Bailly, Gigot, Balerdi, Clauss, Touré, Kolašinac, Kaboré, Tavares, Mbemba
- Milieux : Rongier, Gueye, Nadir, Elmaz
- Attaquants : Payet, Dieng, Ünder, Ben Seghir, Sánchez

En instance de départ, Gerson est écarté du groupe. 
                               

## Transferts

### Transferts estivaux
Le mercato d'été a lieu du 10 juin au 1er septembre 2022 en France.
| Nom                  | Poste             | Type de transfert      | Montant | Provenance/Destination | Division                   |
| -------------------- | ----------------- | ---------------------- | ------- | ---------------------- | -------------------------- |
| Arrivées             |                   |                        |         |                        |                            |
| Pau López            | Gardien de but    | Transfert définitif    | 12 M€   | AS Rome                | Serie A                    |
| Rubén Blanco         | Gardien de but    | Prêt avec OA           | -       | Celta de Vigo          | LaLiga Santander           |
| Jelle Van Neck       | Gardien de but    | Transfert libre        | -       | Club Bruges KV         | Jupiler Pro League         |
| Isaak Touré          | Défenseur         | Transfert              | 5,5 M€  | Le Havre AC            | Ligue 2 BKT                |
| Roggerio Nyakossi    | Défenseur         | Transfert              | 2 M€    | Servette Genève        | Credit Suisse Super League |
| Jonathan Clauss      | Défenseur         | Transfert              | 7,5 M€  | RC Lens                | Ligue 1 Uber Eats          |
| Lucas Perrin         | Défenseur         | Retour de prêt         | -       | RC Strasbourg Alsace   | Ligue 1 Uber Eats          |
| Jordan Amavi         | Défenseur         | Retour de prêt         | -       | OGC Nice               | Ligue 1 Uber Eats          |
| Samuel Gigot         | Défenseur         | Retour de prêt         | -       | Spartak Moscou         | Premier League             |
| Richecarde Richard   | Défenseur         | Retour de prêt         | -       | US Créteil-Lusitanos   | National                   |
| Chancel Mbemba       | Défenseur         | Transfert libre        | -       | FC Porto               | Liga Portugal Bwin         |
| Issa Kaboré          | Défenseur         | Prêt avec OA           | -       | Manchester City        | Premier League             |
| Éric Bailly          | Défenseur         | Prêt avec OA           | -       | Manchester United      | Premier League             |
| Nuno Tavares         | Défenseur         | Prêt sans OA           | -       | Arsenal FC             | Premier League             |
| Mattéo Guendouzi     | Milieu de terrain | Transfert définitif    | 11 M€   | Arsenal FC             | Premier League             |
| Jordan Veretout      | Milieu de terrain | Transfert              | 11 M€   | AS Rome                | Serie A                    |
| Kevin Strootman      | Milieu de terrain | Retour de prêt         | -       | Cagliari Calcio        | Serie A                    |
| Nemanja Radonjić     | Milieu de terrain | Retour de prêt         | -       | SL Benfica             | Liga Portugal Bwin         |
| Alexandre Phliponeau | Milieu de terrain | Retour de prêt         | -       | FC Sète                | National                   |
| Nassim Ahmed         | Milieu de terrain | Retour de prêt         | -       | FC Sète                | National                   |
| Bartuğ Elmaz         | Milieu de terrain | Transfert libre        | -       | Galatasaray SK         | Spor Toto Süper Lig        |
| Sayha Seha           | Milieu de terrain | Transfert              | 0,7 M€  | ES Troyes AC           | Ligue 1 Uber Eats          |
| Soumaïla Traoré      | Milieu de terrain | Transfert              | -       | Djoliba AC             | -                          |
| Amine Harit          | Milieu de terrain | Prêt avec OA           | -       | FC Schalke 04          | Bundesliga                 |
| Arkadiusz Milik      | Attaquant         | Transfert définitif    | 8 M€    | SSC Naples             | Serie A                    |
| Cengiz Ünder         | Attaquant         | Transfert définitif    | 8,4 M€  | AS Rome                | Serie A                    |
| Luis Suárez          | Attaquant         | Transfert              | 10 M€   | Grenade CF             | LaLiga Santander           |
| Pedro Ruiz           | Attaquant         | Retour de prêt         | -       | NEC Nimègue            | Eredivisie                 |
| Alexis Sánchez       | Attaquant         | Transfert libre        | -       | Inter Milan            | Serie A                    |
| François-Régis Mughe | Attaquant         | Transfert libre        | -       | Brasseries du Cameroun |                            |
| Départs              |                   |                        |         |                        |                            |
| Steve Mandanda       | Gardien de but    | Transfert libre        | -       | Stade rennais FC       | Ligue 1 Uber Eats          |
| Manuel Nazaretian    | Gardien de but    | Fin de contrat         | -       | -                      | -                          |
| Lucas Perrin         | Défenseur         | Transfert définitif    | 1,5 M€  | RC Strasbourg Alsace   | Ligue 1 Uber Eats          |
| Luan Peres           | Défenseur         | Transfert              | 5,23 M€ | Fenerbahçe SK          | Spor Toto Süper Lig        |
| Boubacar Kamara      | Défenseur         | Fin de contrat         | -       | Aston Villa            | Premier League             |
| William Saliba       | Défenseur         | Retour de prêt         | -       | Arsenal FC             | Premier League             |
| Álvaro González      | Défenseur         | Résiliation de contrat | -       | Al-Nassr               | Saudi Pro. League          |
| Pol Lirola           | Défenseur         | Prêt avec OA           | -       | Elche CF               | LaLiga Santander           |
| Jordan Amavi         | Défenseur         | Prêt avec OA           | -       | Getafe CF              | LaLiga Santander           |
| Richecarde Richard   | Défenseur         | Fin de contrat         | -       | -                      | -                          |
| Duje Ćaleta-Car      | Défenseur         | Transfert              | 8 M€    | Southampton FC         | Premier League             |
| Joakim Kada          | Défenseur         | Fin de contrat         | -       | RFCU Luxembourg        | BGL Ligue                  |
| Cheick Souaré        | Milieu de terrain | Résiliation de contrat | -       | -                      | -                          |
| Amine Harit          | Milieu de terrain | Retour de prêt         | -       | FC Schalke 04          | Bundesliga                 |
| Nemanja Radonjić     | Milieu de terrain | Prêt avec OA           | -       | Torino FC              | Serie A                    |
| Kevin Strootman      | Milieu de terrain | Prêt avec OA           | -       | Genoa CFC              | Serie BKT                  |
| Oussama Targhalline  | Milieu de terrain | Prêt sans OA           | -       | Alanyaspor             | Spor Toto Süper Lig        |
| Franco Tongya        | Milieu de terrain | Transfert              | -       | OB Odense              | Superligaen                |
| Cédric Bakambu       | Attaquant         | Résiliation de contrat | -       | Olympiakos             | Superleague Elláda         |
| Daouda Gueye         | Attaquant         | Transfert libre        | -       | US Créteil-Lusitanos   | National 2                 |
| Luis Henrique        | Attaquant         | Prêt avec OA           | -       | Botafogo FR            | Brasileirão                |
| Konrad de la Fuente  | Attaquant         | Prêt avec OA           | -       | Olympiakos             | Superleague Elláda         |
| Arkadiusz Milik      | Attaquant         | Prêt avec OA           | -       | Juventus FC            | Serie A                    |

### Transferts hivernaux
Le mercato d'hiver se déroule du 1er au 31 janvier 2023 en France
| Nom                 | Poste             | Type de transfert | Montant | Provenance/Destination | Division           |
| ------------------- | ----------------- | ----------------- | ------- | ---------------------- | ------------------ |
| Arrivées            |                   |                   |         |                        |                    |
| Ruslan Malinovskyi  | Milieu de terrain | Prêt avec OA      | -       | Atalanta Bergame       | Serie A            |
| Azzedine Ounahi     | Milieu de terrain | Transfert         | 8 M€    | Angers SCO             | Ligue 1 Uber Eats  |
| Vitinha             | Attaquant         | Transfert         | 32 M€   | SC Braga               | Liga Portugal Bwin |
| Départs             |                   |                   |         |                        |                    |
| Isaak Touré         | Défenseur         | Prêt sans OA      | -       | AJ Auxerre             | Ligue 1 Uber Eats  |
| Oussama Targhalline | Milieu de terrain | Transfert         | -       | Le Havre AC            | Ligue 2            |
| Gerson              | Milieu de terrain | Transfert         | 15 M€   | Flamengo               | Brasileirão        |
| Ugo Bertelli        | Milieu de terrain | Prêt sans OA      | -       | Olympique d'Alès       | National 2         |
| Pape Gueye          | Milieu de terrain | Prêt sans OA      | -       | Séville FC             | LaLiga Santander   |
| Luis Suárez         | Attaquant         | Prêt avec OA      | -       | UD Almería             | LaLiga Santander   |
| Salim Ben Seghir    | Attaquant         | Prêt sans OA      | -       | Valenciennes FC        | Ligue 2 BKT        |
| Bamba Dieng         | Attaquant         | Transfert         | 8 M€    | FC Lorient             | Ligue 1 Uber Eats  |

| Nom              | Poste             | Type de transfert | Montant | Provenance/Destination | Division            |
| ---------------- | ----------------- | ----------------- | ------- | ---------------------- | ------------------- |
| Arrivées         |                   |                   |         |                        |                     |
| Sofiane Sidi-Ali | Attaquant         | -                 | -       | FC Rousset SVO         | National 3          |
| Ange Lago        | Attaquant         | -                 | -       | Référence Foot Academy | Championnat -18 ans |
| Départs          |                   |                   |         |                        |                     |
| Idris Kabiru     | Milieu de terrain | -                 | -       | FC Sète                | National 2          |

### Premiers contrats professionnels
| Nom          | Nationalité | Position          | Durée de contrat | Fin de contrat |
| ------------ | ----------- | ----------------- | ---------------- | -------------- |
| Rayan Hassad | France      | Milieu de terrain | 3 ans            | juin 2025      |

### Prolongations de contrat
| Nom                 | Nationalité | Position          | Durée de prolongation | Fin de contrat |
| ------------------- | ----------- | ----------------- | --------------------- | -------------- |
| Oussama Targhalline | Maroc       | Milieu de terrain | 2 ans                 | juin 2025      |
| Valentin Rongier    | France      | Milieu de terrain | 2 ans                 | juin 2026      |

## Faits marquants de la saison

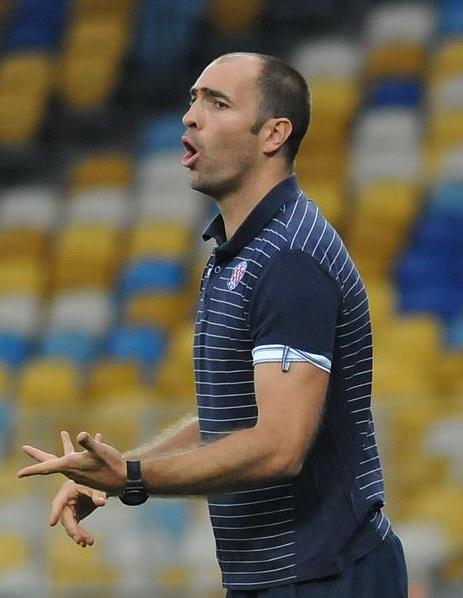
Igor Tudor devient l'entraîneur principal à la suite du départ de Sampaoli.

Le 1er juillet 2022, l'Olympique de Marseille et Jorge Sampaoli annoncent leur décision commune de mettre fin à leur collaboration.
Le 4 juillet 2022, l'Olympique de Marseille annonce la signature de Igor Tudor au poste d'entraîneur.
Le 7 août 2022, l'Olympique de Marseille lance sa saison en championnat face à Reims et gagne 4-1.
Le 10 septembre 2022, l'Olympique de Marseille réalise le meilleur début de championnat de toute son histoire en comptabilisant 19 points après 7 journées.
Le 1er novembre 2022, l'Olympique de Marseille est éliminé de toutes compétitions européennes après sa défaite à la dernière minute contre Tottenham Hotspur (1-2).
Le 8 février 2023, l'Olympique de Marseille élimine le Paris Saint-Germain en huitième de finale de la Coupe de France 2 buts à 1 à l'Orange Vélodrome. Cette victoire met fin à 11 années sans succès à domicile face au rival parisien.
Le 26 février 2023, l'Olympique de Marseille enregistre un record d'affluence historique lors de la réception du Paris Saint-Germain pour le compte de la 25e journée du championnat : 65 894 spectateurs étaient présents à l'Orange Vélodrome.
Le 1er mars 2023, l'Olympique de Marseille est éliminé à la surprise générale en quart de finale de la Coupe de France aux tirs au but face au FC Annecy (2-2, 6-7 t.a.b).
Le 1er juin 2023, Tudor annonce qu'il quitte le club au terme de la saison pour des « raisons privées et professionnelles ». À l'image de Deschamps, Tudor déclare que faire « un an à l'OM, c'est comme deux ou trois ans ailleurs ».

## Systèmes de jeu
| \| Lopez Rongier Veretout Balerdi Gigot Mbemba Clauss Kolasinac Ünder Harit Sánchez Entr. : Tudor \| Premier système de jeu utilisé · (5-2-3) |
| Lopez Rongier Veretout Balerdi Gigot Mbemba Clauss Kolasinac Ünder Harit Sánchez Entr. : Tudor                                                |

| Lopez Rongier Veretout Balerdi Gigot Mbemba Clauss Kolasinac Ünder Harit Sánchez Entr. : Tudor |

## Compétitions

### Championnat

#### Classement
| Rang | Équipe                  | Pts | J  | G  | N  | P  | Bp | Bc | Diff | Qualification ou relégation                                                     |
| ---- | ----------------------- | --- | -- | -- | -- | -- | -- | -- | ---- | ------------------------------------------------------------------------------- |
| 1    | Paris Saint-Germain T S | 85  | 38 | 27 | 4  | 7  | 89 | 40 | +49  | Qualification pour la phase de groupes de la Ligue des champions                |
| 2    | RC Lens                 | 84  | 38 | 25 | 9  | 4  | 68 | 29 | +39  | Qualification pour la phase de groupes de la Ligue des champions                |
| 3    | Olympique de Marseille  | 73  | 38 | 22 | 7  | 9  | 67 | 40 | +27  | Qualification pour le troisième tour de qualification de la Ligue des champions |
| 4    | Stade rennais FC        | 68  | 38 | 21 | 5  | 12 | 69 | 39 | +30  | Qualification pour la phase de groupes de la Ligue Europa                       |
| 5    | LOSC Lille              | 67  | 38 | 19 | 10 | 9  | 65 | 44 | +21  | Qualification pour les barrages de la Ligue Europa Conférence                   |

#### Évolution du classement et des résultats
| Journée  | 1 | 2 | 3 | 4 | 5 | 6 | 7 | 8 | 9 | 10 | 11 | 12 | 13 | 14 | 15 | 16 | 17 | 18 | 19 | 20 | 21 | 22 | 23 | 24 | 25 | 26 | 27 | 28 | 29 | 30 | 31 | 32 | 33 | 34 | 35 | 36 | 37 | 38 |
| -------- | - | - | - | - | - | - | - | - | - | -- | -- | -- | -- | -- | -- | -- | -- | -- | -- | -- | -- | -- | -- | -- | -- | -- | -- | -- | -- | -- | -- | -- | -- | -- | -- | -- | -- | -- |
| Rang     | 2 | 2 | 3 | 2 | 3 | 2 | 2 | 2 | 2 | 3  | 4  | 5  | 5  | 4  | 4  | 3  | 3  | 3  | 3  | 3  | 2  | 2  | 2  | 2  | 2  | 2  | 2  | 2  | 3  | 3  | 2  | 2  | 2  | 3  | 3  | 3  | 3  | 3  |
| Résultat | V | N | V | V | V | V | V | N | V | D  | D  | D  | N  | V  | V  | V  | V  | V  | V  | N  | V  | D  | V  | V  | D  | V  | N  | V  | N  | N  | V  | V  | V  | D  | V  | D  | D  | D  |

| Légende : | V = Victoire |  | N = Nul |  | D = Défaite |

### Ligue des Champions

#### Phase de groupes
Le tirage au sort pour la phase de groupes de la Ligue des champions de l'UEFA 2022-2023 a lieu le 25 août 2022 à Istanbul.

L'Olympique de Marseille figure dans le chapeau 4. Il tombe face aux Allemands du Eintracht Francfort, aux Anglais de Tottenham Hotspur, et aux Portugais du Sporting CP.
| Rang | Équipe                 | Pts | J | G | N | P | Bp | Bc | Diff |  | Résultats (▼ dom., ► ext.) |     |     |     |     |
| ---- | ---------------------- | --- | - | - | - | - | -- | -- | ---- |  | -------------------------- | --- | --- | --- | --- |
| 1    | Tottenham Hotspur      | 11  | 6 | 3 | 2 | 1 | 8  | 6  | +2   |  | Tottenham Hotspur          |     | 3-2 | 1-1 | 2-0 |
| 2    | Eintracht Francfort    | 10  | 6 | 3 | 1 | 2 | 7  | 8  | -1   |  | Eintracht Francfort        | 0-0 |     | 0-3 | 2-1 |
| 3    | Sporting CP            | 7   | 6 | 2 | 1 | 3 | 8  | 9  | -1   |  | Sporting CP                | 2-0 | 1-2 |     | 0-2 |
| 4    | Olympique de Marseille | 6   | 6 | 2 | 0 | 4 | 8  | 8  | 0    |  | Olympique de Marseille     | 1-2 | 0-1 | 4-1 |     |

## Effectif professionnel actuel
Le premier tableau liste l'effectif professionnel de l'OM pour la saison 2022-2023 de l'Olympique de Marseille. Le second tableau recense les prêts effectués par le club marseillais lors de cette même saison.

## Statistiques

### Statistiques générales

#### En Ligue 1 Uber Eats
- - Meilleur classement : 2e (J1-2 / J4 / J6-9 / J21 à 28 / J31 à 33)
  - Pire classement : 5e (J12-13)
  - Plus petit écart de points avec le leader : - 0 (J1 / J4 à 7)
  - Plus grand écart de points avec le leader : - 12 (J37-38)
  - Plus grande série de victoires : 6 (J14 à 19)
  - Plus grande série de matchs nuls : 2 (J29-30)
  - Plus grande série de défaites : 3 (J10 à 12 / J36 à 38)
  - Plus grande série de matchs sans défaite : 9 (J1 à 9 / J13 à 21)
  - Plus grande série de matchs sans victoire : 4 (J10 à 13)
  - Plus large victoire : 6-1 (contre Toulouse [J16])
  - Plus large défaite : 0-3 (contre Paris SG [J25])
  - Plus grande série de matchs en marquant au moins un but : 12 (J13 à 24)
  - Plus grande série de matchs sans marquer : 2 (J11-12)
  - But le plus rapidement marqué par l'OM :   2e (par Vitinha contre Troyes [J31])
  - But le plus rapidement encaissé :   3e (par Thijs Dallinga pour Toulouse [J24])
  - But le plus tardivement marqué par l'OM :   90+8e (par Sead Kolasinac contre Monaco [J15])
  - But le plus tardivement encaissé :   90+3e (par Kevin Gameiro pour Strasbourg [J13])
  - Joueur de l'OM ayant marqué un doublé : Luis Suarez (contre Reims [J1]), Alexis Sanchez (contre Nice [J4], Clermont [J23] et Reims [J28]), Vitinha (contre Troyes [J31])
  - Joueur adverse ayant marqué un doublé : Kylian Mbappé (pour Paris SG [J25]), Jean-Eudes Aholou (pour Strasbourg [J27])
  - Joueur de l'OM ayant marqué un triplé : aucun
  - Joueur adverse ayant marqué un triplé : aucun
  - Rencontre avec le plus de buts marqués par l'OM : 6 (victoire 6-1 contre Toulouse [J16])
  - Rencontre avec le plus de buts encaissés : 3 (défaite 0-3 contre Paris SG [J25] / défaite 1-3 contre Nice [J22])
  - Rencontre la plus prolifique en buts : 7 (victoire 6-1 contre Toulouse [J16])
  - Rencontre la moins prolifique : 0 (contre Lorient [J30])

#### Toutes compétitions confondues
- - Plus large victoire : 6-1 (contre Toulouse [L1 J16])
  - Plus large défaite : 0-3 (contre Paris SG [L1 J25])
  - But le plus rapidement marqué par l'OM :   2e (par Vitinha contre Troyes [L1 J31])
  - But le plus rapidement encaissé :   1re (par Francisco Trincao pour Sporting Lisbonne [LDC J3])
  - But le plus tardivement marqué par l'OM :   90+8e (par Sead Kolasinac contre Monaco [L1 J15])
  - But le plus tardivement encaissé :   90+5e (par Pierre-Emile Hojbjerg pour Tottenham [LDC J6])
  - Joueur de l'OM ayant marqué un doublé : Luis Suarez (contre Reims [L1 J1]), Alexis Sanchez (contre Nice [L1 J4], Clermont [L1 J23] et Reims [L1 J28]), Vitinha (contre Troyes [L1 J31])
  - Joueur adverse ayant marqué un doublé : Kylian Mbappé (pour Paris SG [L1 J25]), Jean-Eudes Aholou (pour Strasbourg [L1 J27]), Richarlison (pour Tottenham [LDC J1])
  - Joueur de l'OM ayant marqué un triplé : aucun
  - Joueur adverse ayant marqué un triplé : aucun
  - Rencontre avec le plus de buts marqués par l'OM : 6 (victoire 6-1 contre Toulouse [L1 J16])
  - Rencontre avec le plus de buts encaissés : 3 (défaite 0-3 contre Paris SG [L1 J25] / défaite 1-3 contre Nice [L1 J22])
  - Rencontre la plus prolifique en buts : 7 (victoire 6-1 contre Toulouse [L1 J16])
  - Rencontre la moins prolifique : 0 (contre Lorient [L1 J30])

### Statistiques détaillées
| Rang | Joueur               | L1 | CDF | LDC | Total |
| ---- | -------------------- | -- | --- | --- | ----- |
| 1    | Alexis Sánchez       | 14 | 2   | 2   | 18    |
| 2    | Chancel Mbemba       | 5  | 0   | 2   | 7     |
| 3    | Nuno Tavares         | 6  | 0   | 0   | 6     |
| 4    | Cengiz Ünder         | 5  | 0   | 0   | 5     |
| 4    | Jordan Veretout      | 4  | 1   | 0   | 5     |
| 4    | Mattéo Guendouzi     | 2  | 1   | 2   | 5     |
| 7    | Sead Kolašinac       | 4  | 0   | 0   | 4     |
| 7    | Dimitri Payet        | 4  | 0   | 0   | 4     |
| 9    | Vitinha              | 2  | 0   | 0   | 2     |
| 9    | Samuel Gigot         | 2  | 0   | 0   | 2     |
| 9    | Jonathan Clauss      | 2  | 0   | 0   | 2     |
| 9    | Ruslan Malinovskyi   | 1  | 1   | 0   | 2     |
| 12   | Issa Kaboré          | 1  | 0   | 0   | 1     |
| 12   | Valentin Rongier     | 1  | 0   | 0   | 1     |
| 12   | Azzedine Ounahi      | 1  | 0   | 0   | 1     |
| 12   | François-Régis Mughe | 0  | 1   | 0   | 1     |
| 12   | Amine Harit          | 0  | 0   | 1   | 1     |
| 12   | Leonardo Balerdi     | 0  | 0   | 1   | 1     |
| -    | Luis Suárez          | 3  | 0   | 0   | 3     |
| -    | Gerson               | 2  | 0   | 0   | 2     |
| -    | Bamba Dieng          | 1  | 1   | 0   | 2     |
| -    | Pape Gueye           | 1  | 0   | 0   | 1     |

| Rang | Joueur             | L1 | CDF | LDC | Total |
| ---- | ------------------ | -- | --- | --- | ----- |
| 1    | Jonathan Clauss    | 11 | 1   | 1   | 13    |
| 2    | Mattéo Guendouzi   | 4  | 1   | 0   | 5     |
| 3    | Cengiz Ünder       | 4  | 0   | 0   | 4     |
| 3    | Jordan Veretout    | 3  | 0   | 1   | 4     |
| 5    | Dimitri Payet      | 3  | 0   | 0   | 3     |
| 5    | Alexis Sánchez     | 2  | 0   | 1   | 3     |
| 7    | Samuel Gigot       | 2  | 0   | 0   | 2     |
| 7    | Pau López          | 2  | 0   | 0   | 2     |
| 7    | Valentin Rongier   | 2  | 0   | 0   | 2     |
| 7    | Amine Harit        | 0  | 0   | 2   | 2     |
| 11   | Ruslan Malinovskyi | 1  | 0   | 0   | 1     |
| 11   | Leonardo Balerdi   | 1  | 0   | 0   | 1     |
| 11   | Sead Kolašinac     | 1  | 0   | 0   | 1     |
| 11   | Vitinha            | 0  | 1   | 0   | 1     |
| 11   | Chancel Mbemba     | 0  | 0   | 1   | 1     |
| -    | Cédric Bakambu     | 1  | 0   | 0   | 1     |
| -    | Luis Suárez        | 1  | 0   | 0   | 1     |
| -    | Pape Gueye         | 1  | 0   | 0   | 1     |

En italique, les joueurs partis en cours de saison.

## Affluence

### Meilleures affluences de la saison
| Rang | Match                                        | Score | Journée | Date              | Affluence |
| ---- | -------------------------------------------- | ----- | ------- | ----------------- | --------- |
| 1    | Olympique de Marseille - Paris Saint-Germain | 0 - 3 | J25     | 26 février 2023   | 65 894    |
| 2    | Olympique de Marseille - OGC Nice            | 1 - 3 | J22     | 5 février 2023    | 65 234    |
| 3    | Olympique de Marseille - AJ Auxerre          | 2 - 1 | J33     | 30 avril 2023     | 64 523    |
| 4    | Olympique de Marseille - AS Monaco           | 1 - 1 | J20     | 28 janvier 2023   | 64 502    |
| 5    | Olympique de Marseille - ES Troyes AC        | 3 - 1 | J31     | 16 avril 2023     | 63 486    |
| 6    | Olympique de Marseille - RC Strasbourg       | 2 - 2 | J27     | 12 mars 2023      | 63 380    |
| 7    | Olympique de Marseille - AC Ajaccio          | 1 - 2 | J10     | 8 octobre 2022    | 63 312    |
| 8    | Olympique de Marseille - FC Lorient          | 3 - 1 | J19     | 14 janvier 2023   | 63 276    |
| 9    | Olympique de Marseille - FC Nantes           | 2 - 1 | J3      | 21 août 2022      | 63 147    |
| 10   | Olympique de Marseille - LOSC Lille          | 2 - 1 | J7      | 10 septembre 2022 | 62 985    |
| 11   | Olympique de Marseille - Olympique lyonnais  | 1 - 0 | J14     | 6 novembre 2022   | 62 975    |
| 12   | Olympique de Marseille - Clermont Foot 63    | 1 - 0 | J5      | 31 août 2022      | 62 763    |
| 13   | Olympique de Marseille - Stade rennais FC    | 1 - 1 | J8      | 18 septembre 2022 | 62 753    |
| 14   | Olympique de Marseille - Stade de Reims      | 4 - 1 | J1      | 7 août 2022       | 62 738    |
| 15   | Olympique de Marseille - Stade brestois 29   | 1 - 2 | J33     | 27 mai 2023       | 61 732    |
| 16   | Olympique de Marseille - Toulouse FC         | 6 - 1 | J16     | 29 décembre 2022  | 61 371    |
| 17   | Olympique de Marseille - Angers SCO          | 3 - 1 | J35     | 14 mai 2023       | 61 130    |
| 18   | Olympique de Marseille - Montpellier HSC     | 1 - 1 | J29     | 31 mars 2023      | 58 231    |
| 19   | Olympique de Marseille - RC Lens             | 0 - 1 | J12     | 22 octobre 2022   | 56 414    |

### Affluences par journée
Ce graphique représente le nombre de spectateurs présents à l'Orange Vélodrome lors de chaque match à domicile.

## Aspects juridiques et économiques

### Aspects juridiques

#### Organigramme
Le tableau ci-dessous présente l'organigramme de l'Olympique de Marseille pour la saison 2022-2023.
| Fonction                             | Nom                   |
| ------------------------------------ | --------------------- |
| Président du conseil de surveillance | Barry Cohen           |
| Président du directoire              | Pablo Longoria        |
| Conseiller du président              | Jean-Pierre Papin     |
| Directeur sportif                    | David Friio           |
| Directeur du football                | Javier Ribalta        |
| Directeur de la stratégie            | Pedro Iriondo         |
| Directeur de la performance          | Matthieu Bouchepillon |
| Directeur des opérations football    | Yvgeny Koshelev       |
| Responsable du recrutement           | Mathieu Louis-Jean    |
| Directrice RH                        | Cécilia Barontini     |
| Directeur commercial                 | Grégory La Mela       |

| Fonction                                       | Nom                |
| ---------------------------------------------- | ------------------ |
| Directeur de la sécurité                       | Hervé Chalchitis   |
| Directeur administratif & financier            | Stéphane Tessier   |
| Responsable pôles presse, relations publiques  | Élodie Malatrait   |
| Attaché de presse                              | Alexandre Rosée    |
| Directeur du centre de formation               | Yann Daniélou      |
| Directeur du football chargé de la formation   | Marco Otero        |
| Responsable du recrutement centre de formation | Ludovic Paradinas  |
| Ambassadeur du club                            | Basile Boli        |
| Président de l'association OM                  | Jean-Pierre Chanal |
| Vice-président de l'association OM             | Robert Nazarétian  |

### Aspects économiques

#### Budget prévisionnel
Pour réussir le passage du club devant la DNCG en juin 2022, l'actionnaire majoritaire de l'Olympique de Marseille a procédé à un abandon de créances à hauteur de 60 millions d'euros et a injecté 20 millions d'euros dans les caisses du club.

#### Salaires
Le tableau ci-dessous énumère les dix plus gros salaires de l'effectif de l'Olympique de Marseille pour la saison 2022-2023. Le salaire mensuel moyen brut est estimé à 280 000 euros. Ce tableau ne prend pas en compte les salaires des joueurs prêtés par l'Olympique de Marseille à d'autres clubs.
| Rang | Joueur                          | Brut mensuel |
| ---- | ------------------------------- | ------------ |
| 1    | Jordan Veretout                 | 550 000 €    |
| 2    | Alexis Sánchez                  | 500 000 €    |
| 3    | Eric Bailly                     | 450 000 €    |
| 4    | Ruslan Malinovskyi              | 350 000 €    |
| 5    | Cengiz Ünder Valentin Rongier   | 330 000 €    |
| 7    | Chancel Mbemba Mattéo Guendouzi | 320 000 €    |
| 9    | Vítinha                         | 280 000 €    |
| 10   | Jonathan Clauss                 | 275 000 €    |

#### Résultat d'exploitation
Le résultat d'exploitation enregistré à l'issue de la saison 2022-2023 de l'Olympique de Marseille s'élève à -12,7 millions d'euros.

#### Bilan comptable
Le tableau suivant présente le bilan comptable de l'Olympique de Marseille à l’issue de la saison 2022-2023. Ce bilan correspond à une photographie du patrimoine de l'entreprise au 30 juin 2022. Il détaille l'actif du club (tout ce que possède l'entreprise) ainsi que son passif (tout ce que doit l'entreprise).
| Poste                             | Actif du bilan (en M€) | Poste                           | Passif du bilan (en M€) |
| --------------------------------- | ---------------------- | ------------------------------- | ----------------------- |
| Immobilisations incorporelles     | 113,7 (+46 %)          | Situation nette                 | 11,9 (-106,7 %)         |
| Autres immobilisations            | 28 (-7,9 %)            | Comptes courants d’actionnaires | 23,5 (+14,9 %)          |
| Créances sur mutations de joueurs | 42,3 (+74,2 %)         | Provisions risques et charges   | 10,8 (-31,5 %)          |
| Autres actifs circulants          | 82,8 (+41 %)           | Dettes financières              | 32,9 (-32 %)            |
| Disponibilités et V.M.P.          | 69,9 (-33,6 %)         | Dettes sur mutations de joueurs | 112,6 (+69,1 %)         |
|                                   |                        | Autres dettes                   | 144,8 (+25,6 %)         |
| Total actif                       | 336,5                  | Total passif                    | 336,5                   |

#### Sponsoring
Pour le compte de la saison 2022-2023, le club marseillais compte une dizaine de partenaires officiels. L'Olympique de Marseille dispose de partenaires majeurs avec son équipementier Puma et son sponsor maillot Cazoo ainsi que de partenaires premium à l'image d'Orange, Randstad, Hotels.com, la Caisse d'épargne CEPAC, Parions sport et Boulanger. De plus, l'OM dispose de partenaires officiels comme Intersport, Coca-Cola, Uber Eats, EA Sports, Sorare, Statsports, Monisnap, FAN4ALL et ONET mais aussi de partenaires régionaux à l'instar d'Aqualux, D'or et de platine, les eaux minérales Sainte-Baume et de Grand Littoral. À noter que le contrat d'équipementier signé avec Puma rapporte près de 30 millions d'euros par saison au club marseillais.

## Centre de formation

### Staff technique
Marco Otero est le directeur technique du centre de formation. Yann Daniélou occupe la fonction de directeur du centre de formation. Le tableau ci-dessous présente la composition des staffs techniques pour chaque équipe du centre de formation de l'Olympique de Marseille pour la saison 2022-2023. 
| Équipe            | Entraîneur         | Adjoint            |
| ----------------- | ------------------ | ------------------ |
| Équipe National 3 | Fabrice Vandeputte | Jacques Abardonado |
| Équipe U19        | Michaël Lebaillif  | Samuel Fau         |
| Équipe U17        | Sébastien Hanriot  | Franck Lari        |
| Équipe U16        | Ibrahim Rachidi    | Axel Peterbridge   |
| Équipe U15        | Ahmed Nouri        | Philippe Anziani   |
| Équipe U14        | Thierry Rodriguez  | Akim El Jouini     |
| Pôle Excellence   | Eddy Cardillo      |                    |

### Équipe réserve
Pour la saison 2022-2023, l'équipe réserve de l'Olympique de Marseille évolue en National 3 - Corse/Méditerranée.

#### Effectif de la réserve
Le tableau suivant dresse la liste des joueurs faisant partie de l'effectif de l'équipe réserve de l'Olympique de Marseille.

### Championnat National 3 - Corse/Méditerranée
| Classement : Classement officiel du championnat de National 3 - Corse/Méditerranée 2022-2023. |

## Équipe U19
L'équipe de l'Olympique de Marseille des moins de 19 ans est entrainée par Michaël Lebaillif.

### Championnat National U19 - Groupe D
| Classement : Classement officiel du championnat national U19 2022-2023 - Groupe D. |

### UEFA Youth League
Cette saison les moins de 19 ans de l'Olympique de Marseille disputent l'UEFA Youth League 2022-2023.
L'équipe figure dans le groupe D, identique à celui de la Ligue des champions de l'UEFA 2022-2023.